# 2S9 Nona
2S9 Nona je samohodni 120 mm minobacač dizajniran od strane SSSR-a. Ušao je u službu 1981. godine. U verziji 120 mm minobacački sustav dobio je naziv Nona, s osnovom na BTR-80 vozilu Nona-SVK i verzija s 2B16 protutenkovskim topom Nona-K. Šasija je znana kao S-120 i bazirana je na aluminijskom podvozju BTR-D zračno-desantnog višenamjenskog vozila. Proizvedeno je više od 1000 2S9 vozila.